# Kamiel (voornaam)
Kamiel is een voornaam, afkomstig van de Latijnse naam Camillus. Die naam is op zijn beurt waarschijnlijk via de Etruskische varianten Camitlnas en Catmilna ontleend aan het Griekse kadmiloi. De kadmiloi waren de dienaren in een Griekse cultus.

## Naamdragers
Onder meer de volgende personen dragen deze naam:
- Kamiel (zanger) - Belgisch zanger
- Kamiel Sergant
- Kamiel Spiessens - typetje van Chris Van den Durpel
- Kamiel Verschuren - Nederlands kunstenaar
- Kamiel D'Hooghe - Belgisch organist
- Kamiel Bulcke - Belgisch missionaris en taalkundige
- Kamiel Vanhole - Belgisch schrijver
- Kamiel Van Baelen - Belgisch schrijver
- Kamiel Festraets - Belgisch uurwerkmaker
- Kamiel Berghmans - Belgisch politicus
- Kamiel Michielsen - Belgisch politicus
- Kamiel Maase - Nederlands atleet
- Kamiel De Bruyne - Belgisch programmamaker
- Kamiel Callewaert - Belgisch priester en historicus